# Humboldt n.º 370
Humboldt n.º 370 es un municipio rural canadiense situado en la provincia de Saskatchewan.

## Superficie
Humboldt n.º 370 tiene una superficie de 780,28 km².

## Demografía
En 2021, tenía 961 habitantes, una densidad poblacional de 1,2 hab./km², y 422 viviendas.